# セコム損害保険
現社長プロフィール
代表取締役社長　　吉田保幸 (67歳) 議決権保有率 0.00%
略歴
　略歴_1980年３月
当社入社
1997年２月
戦略企画室担当部長
1998年９月
東洋火災海上保険株式会社(現セコム損害保険株式会社)取締役就任
2002年６月
同社代表取締役社長就任
2010年４月
執行役員就任
2010年６月
グループ会社監理担当
2012年６月
取締役就任
2016年６月
常務取締役就任
2017年６月
専務取締役就任
2024年４月
代表取締役社長就任　現任
セコム損害保険株式会社（セコムそんがいほけん、SECOM General Insurance Co., Ltd.）(前身、東洋火災海上)、後にセコムグループの損害保険会社となる。本社は東京都千代田区。

## 概要
- 企業名　セコム損害保険株式会社
- 沿革　
  - 1950年2月 - 東洋火災海上保険株式会社が設立される。 本店 東京都港区芝田村町2-15 兼坂ビル 資本金 3,000万円 初代会長 原 安三郎 (元日本化薬会長) 初代社長 黒田 英雄 (元大蔵次官)。設立にあたり、安田火災海上保険のスタッフが設立準備委員として招かれた。（安田火災海上保険が設立したという説は誤り。）政財界の大物が名を連ねたこの会社は、全国にまたがるグループ関連企業を取り込んでいった。特に開発銀行が爆薬にからみ全面的に探鉱を中心に後押ししていたことは大きい。1974年代、原安三郎の甥である坂野常和が東洋火災、社長に就任。1968年には、積み立て型火災保険『ダブル保険』を発売。 1977年に、『ニューダブル保険』を発売 1974年、東洋火災は、世界で初めての自転車保険（バイコロジー保険）の開発に成功。業務の岡部氏が大蔵省にて認可表彰を受けたことは当時の新聞にも掲載された。

○原 安三郎（はら やすさぶろう、1884年（明治17年）3月10日 - 1982年（昭和57年）10月21日）は日本の実業家。日本化薬会長、東洋火災海上保険株式会社（現・セコム損害保険）初代会長、日本化学工業協会会長、政府税制調査会会長などを歴任し、日本財界の重鎮として活躍した。徳島県徳島市生まれ。生家は江戸時代､蜂須賀家の家臣。徳島市名誉市民。
○坂野常和の父は坂野常善（海軍中将）、叔父は坂野鉄次郎（逓信官僚）、岳父は原安三郎（日本化薬社長・会長）。兄・坂野常房は三菱銀行から日本化学繊維協会の専務理事を、弟・坂野常隆は清水建設副会長をそれぞれ務めた。
セコム損害保険歴代社長
（東洋火災海上保険社長）
　　01代　1950年－1956年　黒田英雄
　　02代　1956年－1963年　金谷倭四郎
　　03代　1963年－1974年　梯太郎
　　04代　1974年－1979年　坂野常和
　　05代　1979年－1986年　中田千束
　　06代　1986年－1993年　高尾栄蔵
　　07代　1993年－1998年　川崎正道
（セコム東洋損害保険社長）
　　08代　1998年－2000年　山中征二
（セコム損害保険社長）
　　08代　2000年－2002年　山中征二
　　09代　2002年－2010年　吉田保幸
　　10代　2010年－2016年　尾関一郎
　　11代　2016年－2020年　金子博継
　　12代　2020年－2024年　中村毅
　　13代　2024年－　　　　  石川善朗
〇セコムと東洋火災の合併の経緯1978年ーセコムの飯田亮(いいだまこと）は東洋火災トップであった坂野常和氏に接触した。(日本経済新聞[私の履歴書」(28回))
1. - 1998年-規制緩和によって保険料の自由化が進むことになる。
  - 1998年 - セコムの資本参加により傘下に入る。
  - 1998年9月 - セコム東洋損害保険株式会社と改称
  - 2000年10月 - 現社名に改称
  - 2004年10月 - 富国生命保険相互会社と業務提携
2. 本社所在地　東京都千代田区平河町2丁目6番2号
3. 注釈；1912年設立の東洋火災は上記法人とは別会社である。1868年鹿児島薩摩藩出身、イエール大学大学院をでた樺山資英(kabayama tomohide)は首相秘書官、南満州鉄道理事などを歴任、樺山資英刊行会編(1942)によれば、大幣火災の基本資産を引き継ぎ東洋火災を設立。創業年次の1912年には収入保険料(102,204円)支払い保険金（83,423円）営業費(75,148円）、翌1913年には収入保険料(357,781円)と増収したが保険金(286,428円）営業費(203,951円）と経費も増大したため解散した。（新利洋行との火災保険につき契約上の焼失物件の特定を巡って紛争。）本店＿東京市京橋区木曳町2町目12番。（出典、読売新聞　1912年3月30日４頁掲載の広告）東洋火災の当時のファイヤーマークは京都の下京区足袋屋町の家屋にいまだ見ることができる。（参考文献；1937年疋田久次郎「我国火災保険会社の沿革」その一～その三、「損害保険研究」第４巻 *1910年当時の1円は現在の1,500円になる。